# المدينة الرياضية بتونس
المدينة الرياضية بتونس أو «تونس سبورت سيتي» في البحيرة الشمالية لتونس العاصمة وستنجزها مجموعة بوخاطر الإماراتية على مساحة 250 هكتارا باستثمار قدره 5 مليارات دولار. وستحتوي على 9 أكادميات رياضية و3 نوادي للقولف وملعب كرة قدم سعته 20 ألف متفرج وملعب متعدد الرياضات به 5 آلاف مقعدا ومرافق رياضية أخرى ومساحات خضراء كثيرة و13 هكتارا من الممرات المائية وبحيرة، كما ستخصص 119 هكتارا منها لبناء 3,5 مليون متر مربع من بينها 10 آلاف مسكنا ووحدات ترفيهية وتجارية ومدارس ومرافق أخرى.
• الجزء الأول من المشروع، أي مشروع سكني «سيدر» لن يكتمل في فترة سنتين. بل هو حي الإسكان تتكون من 11 مبان سكنية شاهقة، ما يقرب من 50 فيلا القياسية والفيلات الكبرى، فضلا عن 13 قطعة من المنازل منخفضة الارتفاع / الشقق التي سوف يطلق على القرية. الرياضة مدينة تونس، وتشمل مساحات عدة من الأنشطة الترفيهية من خلال الأكاديميات في مختلف الرياضات مثل التنس والغولف والسباحة.
• سينطلق المشروع نهاية سنة 2014.

## مواضيع ذات علاقة
- مشاريع كبرى في تونس

## وصلات خارجية
- مدينة من 250 هكتارا
- المشاريع الكبرى التي سترى النور في تونس
- المشاريع الكبرى التي سترى النور في تونس (2)